# Pont-Sainte-Marie
Pont-Sainte-Marie är en stad och kommun i departementet Aube i regionen Grand Est (tidigare regionen Champagne-Ardenne) i nordöstra Frankrike. Kommunen ligger  i kantonen Troyes 2e Canton som ligger i arrondissementet Troyes. År 2022 hade Pont-Sainte-Marie 5 202 invånare. Staden ligger omedelbart intill Troyes.

## Befolkningsutveckling
Antalet invånare i kommunen Pont-Sainte-Marie
Referens: INSEE